# Flykten till Östermalm
Flykten till Östermalm är en svensk komediserie som hade premiär på SVT Play och SVT den 7 april 2023. Första säsongen består av åtta avsnitt. Serien är regisserad av Adi Omanovic och Mak Omanovic, och för manus har Sven Melander och Paolo Vacirca svarat.

## Handling
Serien kretsar kring familjen Mursa som bor i Rosengård i Malmö, men efter att de ärvt 549 515 934 kronor från en avlägsen släkting bestämmer de sig för att flytta till en paradvåning på Strandvägen i Stockholm.

## Roller i urval
- Özz Nujen - Kennedy Mursa
- Filip Dikmen - Ibbe
- Anders Jansson - Skåningen
- Reuben Sallmander - Advokaten
- Selma Caglar - Nischa
- Yussra El Abdouni - Melissa
- Elina Du Rietz - Batikhäxan